# Мюнхен (бронепалубен крайцер, 1904)
Мюнхен (на немски: SMS München) е бронепалубен крайцер на Императорските военноморски сили от типа „Бремен“, пети кораб в проекта от седем крайцера. Построен е от фирмата AG Weser в град Бремен и носи името на град Мюнхен. Корпусът е заложен през 1903 г., спуснат е на вода през април 1904 г. През януари 1905 г. влиза в състава на Флота на откритото море. Крайцерът е въоръжен с главна батарея от десет 105 мм оръдия и два 45-мм торпедни апарата. Може да развива скорост от 22 възела (41 км/ч).
По-голямата част от своята кариера „Мюнхен“ провежда в състава на флота и носи интензивна служба по време на Първата световна война, участвайки в Ютландското сражение, 31 май – 1 юни 1916 г. В това сражение той два пъти влиза в бой с британските леки крайцери и в двата боя получава повреди, по-късно участва в обстрела на крайцера HMS Southampton. На 19 октомври 1916 г. „Мюнхен“ е торпилиран от британската подводница Е38 и по-късно е отстранен от служба. Последните си години „Мюнхен“ провежда като плаваща казарма и е предаден на британците в качеството на военен трофей през 1920 г. По-късно е разкомплектован за метал.

## Конструкция
Строителството на „Мюнхен“ започва въз основа на договор „М“, корпусът е заложен в корабостроителницата на фирмата AG Weser в гр. Бремен през 1903 г., спуснат на вода на 30 април 1904 г., след което започват работите по дострояването на кораба. На 10 януари 1905 г. корабът влиза в състава на Хохзеефлоте. Корабът има 111,1 м дължина, 13,3 м ширина, има газене от 5,28 м, водоизместимост от 3780 т при пълно бойно натоварване. Двигателната установка се състои от две парни машини Компаунд с тройно разширение, с индикаторна мощност от 10 хил. к.с. (7500 кВт), корабът развива скорост от 22 възела (41 км/ч). Парата за машините се образува в десет въглищни водотръбни парни котела „военноморски“ тип. Крайцерът може да носи 860 тона въглища, което осигурява далечина на плаване от 4690 морски мили (8690 км) на скорост от 12 възела (19 км/ч). Екипажът на крайцера се състои от 14 офицера и 274 – 287 матроса.
Въоръжението на крайцера се състои от десет оръдия 105 mm SK L/40 в единични установки. Две от тях са разположени едно до друго отпред на бака, шест са в средната част на съда, три са всяка страна и два са едно до друго на кърмата. Оръдията имат прицелна далечина на стрелбата от 12 200 m. Общият им боекомплект е 1500 изстрела (150 снаряда на ствол). Също корабът носи два 450-mm торпедни апарати с общ боезапас пет торпеда. Апаратите са поставени в корпуса на съда по бордовете под водата. Крайцерът може да носи 50 мини. Корабът е защитен от бронирана палуба с дебелина до 80 mm. Дебелината на стените на рубката е 100 mm, оръдията са защитени от тънки щитове с дебелина 50 mm.

## История на службата
След въвеждането си в строй „Мюнхен“ се използва за изпитания на торпеда и експерименти с безжична връзка. След началото на Първата световна война, през август 1914 г., крайцерът е приписан към Хохзеефлоте. Сутринта на 28 август 1914 г. „Мюнхен“ и неговия систършип „Данциг“ (SMS Danzig) са швартовани в Брунсбютел. Те трябва да се насочат към Кил през канала на Кайзер Вилхелм. В това утро британският флот атакува корабите на германската патрулна линия при Хелголандската банка. В последващото сражение „Мюнхен“ и „Данциг“ получават заповед да се насочат към устието на река Елба и там да очакват последващи заповеди. В 12.25 двата крайцера получават заповед да плават към Хелголандския залив и да подкрепят крайцера „Страсбург“ (SMS Strassburg), но в 14.06 „Мюнхен“ получава друга заповед – да проведе разузнаване североизточно от Хелголанд.
В хода на Ютландското сражение от 31 май – 1 юни 1916 г. „Мюнхен“ е приписан към 4-та разузнавателна група. Групата, под командването на комодор Лудвиг фон Ройтер, отплава от Вилхелмсхафен на 31 май в 03.30 заедно с оставащия флот. „Мюнхен“ и торпедният катер S54 получават заповед да осъществяват разузнаване и да се държат отдясно на флота по траверса на трета бойна ескадра.
Малско след 21.00 „Мюнхен“ и останалата част от четвърта разузнавателна група срещат британската трета ескадра леки крайцери. Корабите на Ройтер плават пред Хохзеефлоте, който се насочва на юг оттегляйки се от разгръщащият се Гранд Флийт. Поради голямото разстояние и лошата видимост само „Мюнхен“ и „Щетин“ (SMS Stettin) успяват да встъпят в бой с британските крайцери. „Мюнхен“ изстрелва 63 снаряда, след което прекратява огъня, попадения не са отбелязани. При връщането си „Мюнхен“ е ударен от два снаряда, първият от които нанася минимален ущърб, но вторият попада в третия комин. Взривът поврежда четири от парните котли, и поддържането на парата във всички котли става трудно. Ройтер обръща своите кораби надясно, имайки заповед да подмами британците по-близо до големите кораби на германския флот, но трета британска ескадра леки крайцери не захапва примамката и излиза от боя.
В хода на ожесточената нощна битка по времето, когато Хохзеефлоте си пробива път през британския тил, четвърта разузнавателна група среща втора ескадра леки крайцери на неголямо разстояние в тъмнината. При сближаването на двете ескадри немците осветяват HMS Southampton и HMS Dublin и концентрират огъня си върху тях. Тези два кораба получават тежки повреди, запалват се, като им се налага да отстъпят. Немците също се оттеглят, опитвайки се да примамят британците по-близо до линкорите „Молтке“ (SMS Moltke) и „Зейдлиц“ (SMS Seydlitz). В получилото се меле германският крайцер „Фрауенлоб“ (SMS Frauenlob) е ударен от торпедо, пуснато от „Саутхемптън“, „Фрауенлоб“ потъва, като „Мюнхен“ едва избягва сблъсъка с потъващия „Фрауенлоб“. „Мюнхен“ заобикаля загиващия „Фрауенлоб“ и изстрелва торпедо по „Саутхемптън“, което пропуска целта. В хода на боя „Мюнхен“ получава още три попадения, два снаряда детонират във водата, техните осколки нанасят минимален ущърб, но третия пронизва третия комин и се взривява от другата му страна, удряйки се в подпората на комина, един от осколките разбива далекомер на десния борд. Безпорядъчното маневриране води до повреда рулевото колело, като екипажа два и половина часа управлява кораба от рулевия отсек.
В 21.20 „Мюнхен“ и „Щетин“ обстрелват своите торпедни катери G11, V1 и V3, но бързо прекратяват обстрела, идентифицирайки своите цели. В ранното утро на 1 юни, примерно в 05.06, додредноутите на втора бойна ескадра откриват огън по британските подводници, огънят е толкова безпорядъчен, че възниква заплаха за „Мюнхена“ и „Щетин“, тъй като те се намират срещу линията на германските кораби. Командирът на флота, вицеадмирал Шеер, е принуден да даде обща заповед да се прекрати огъня. „Мюнхен“, на свой ред, в 11.40, след фалшив сигнал за забелязана подводница в Хелголандския залив стреля по пустото море. В хода на сраженията „Мюнхен“ е ударен от пет снаряда среден калибър, загиват петима души, двадесет получават рани. Самият „Мюнхен“ изстрелва 161 снаряда.
На 18 – 19 октомври вицеадмирал Шеер се опитва да повтори своя първоначален ютландски план, в който влиза и обстрел над Съндърланд. Намирайки се на път „Мюнхен“ е ударен от торпедо, изстреляно от подводницата HMS E38 близо до Догер банк. Шеер разбира, че британците знаят неговото местоположение и за това отменя операцията и се връща в порта. „Мюнхен“ поема около 500 тона вода, морската вода попада в неговите котли, смесвайки се с прясната вода, предназначена за образуването на парата. Крайцерът губи ход и се налага да бъде взет на буксир, отначало е буксиран от торпедния катер V73, а след това от систършипа му, крайцерът „Берлин“ (SMS Berlin). Но на следващия ден машината отново е в строй и крайцерът на свой ход поема курс към Ядебусен, от където се добира до имперските докове във Вилхелмсхафен. След завръщането си в порта „Мюнхен“, през ноември, е снет от служба, заради получените в боя повреди и до 1918 г. се използва като плаваща казарма за патрулните кораби. На 5 ноември 1919 г. крайцерът е изключен от военноморските списъци и на 6 юли 1920 г. е предаден на британците, като военен трофей „Q“, съгласно условията на Версайския договор. Впоследствие британците разкомплектоват кораба за метал.

## Коментари
1. ↑  Префиксът „SMS“ е от на немски: Seiner Majestat Schiff (Кораб на Негово Величество).
2. ↑  Германските кораби при началото на тяхното строителство получават временни имена. За новите кораби се избират букви. Тези кораби, които трябва да заменят стари или загубени кораби получават приставката „Ерзац“ пред името на заменяемия кораб.
3. ↑  Съгласно номенклатурата на артилерията на флота на Германската империя „SK“ (Schnelladekanone) означава „скорострелно оръдие“, а L/40 означава сравнителната дължина на оръдието в калибри. В дадения случай L/40 означава, че дължината на оръдието съставлява 40 негови калибра (105 × 40).